# Постышева, 44

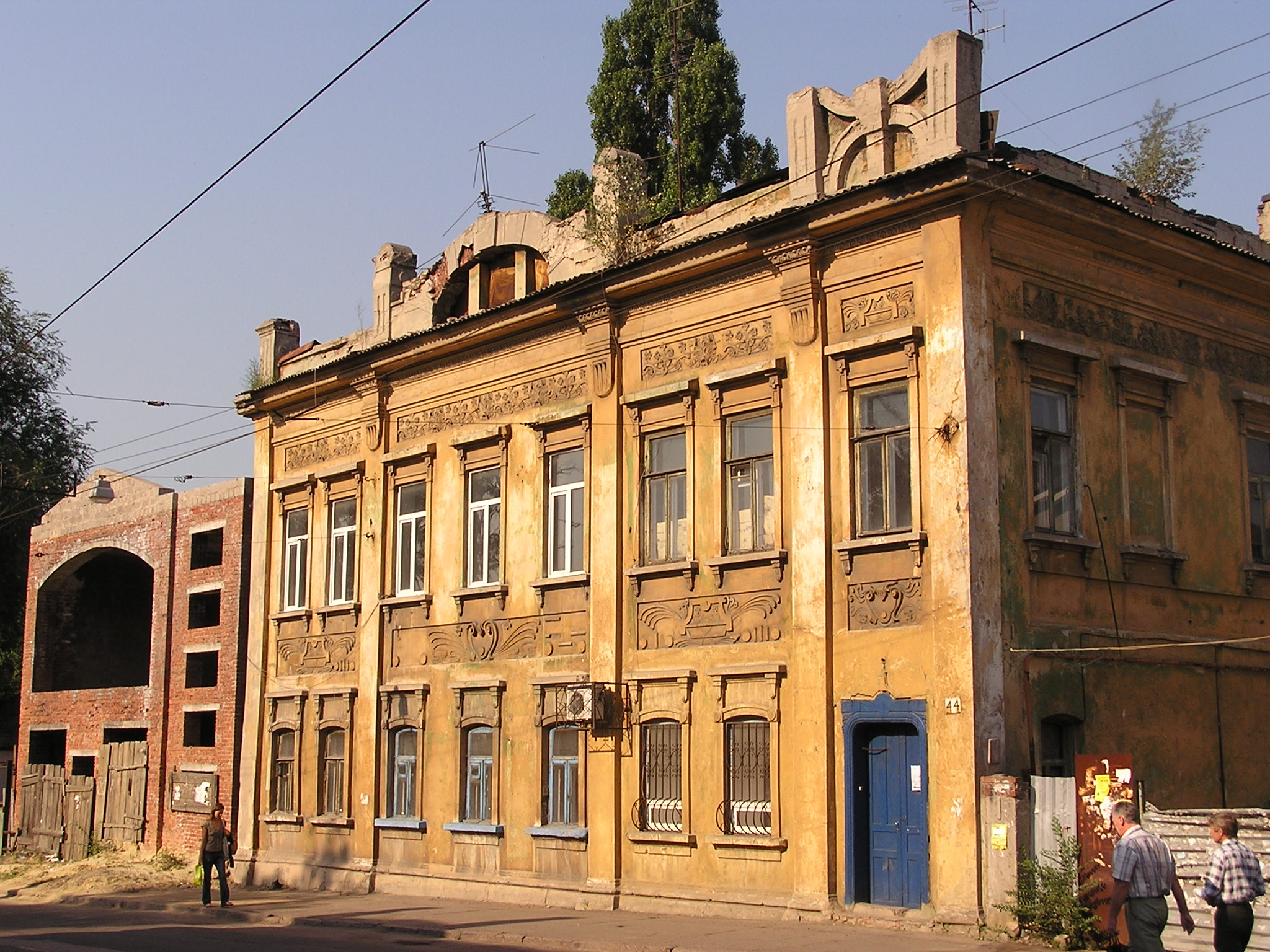
Фасад дома до разрушения. Фото 2006 года

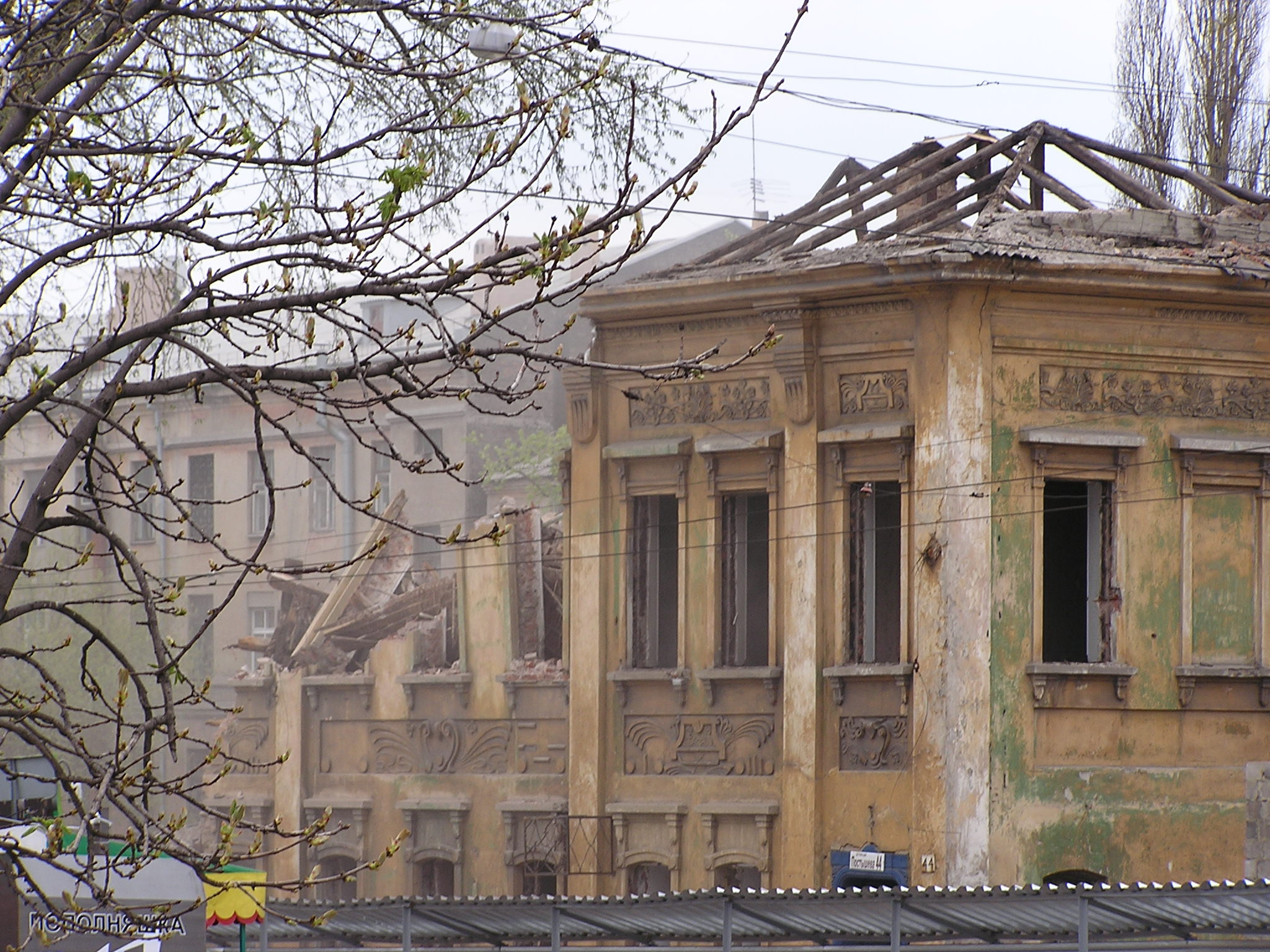
Фасад дома после начала «реабилитации». Фото 2007 года

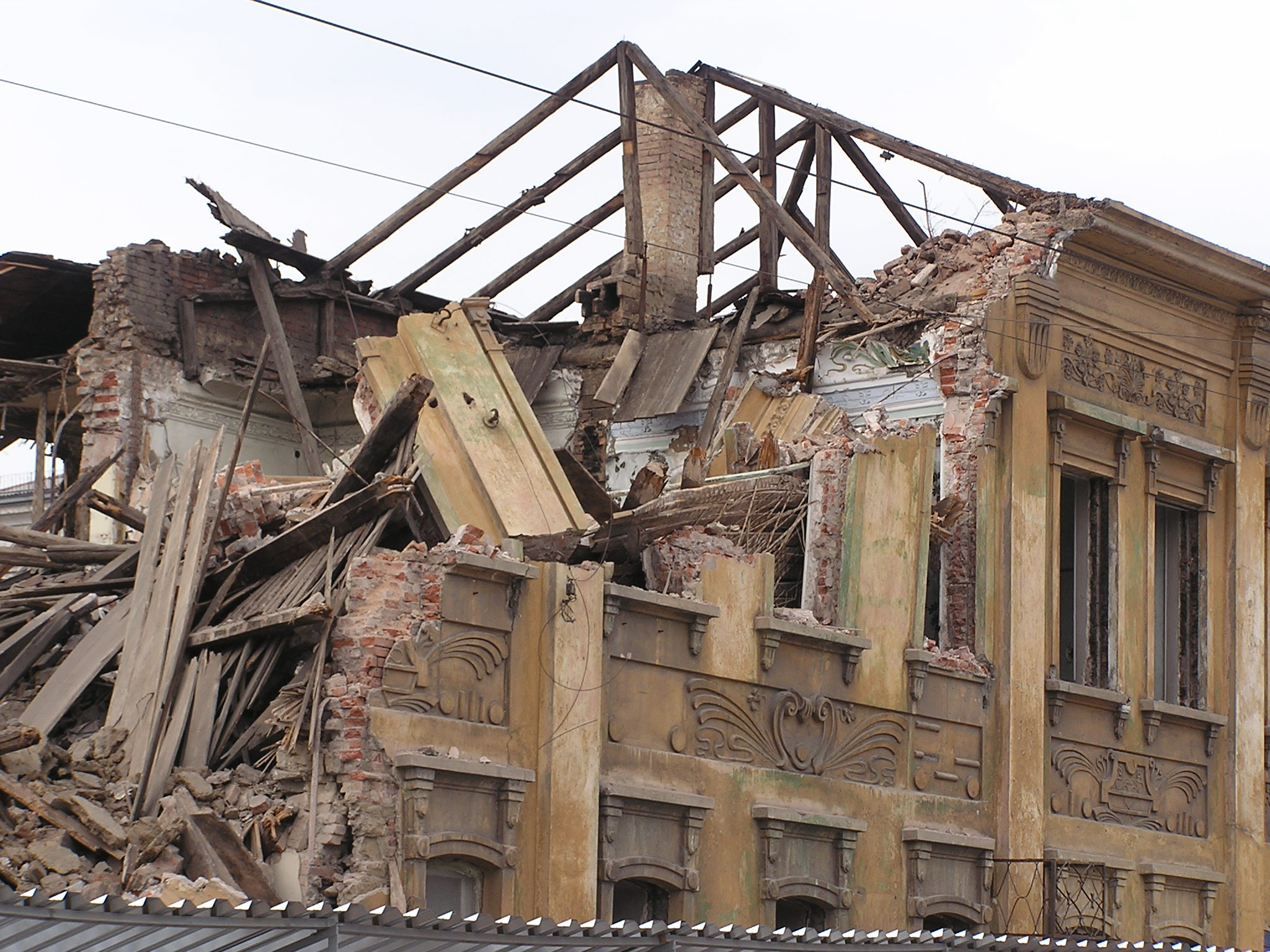
Разрушенный фасад дома. Фото 2007 года

Постышева, 44 — двухэтажный купеческий особняк конца XIX — начала XX века в Донецке. Памятник истории и архитектуры. Разрушен в апреле 2007 года при строительстве культурно-общественного торгового центра.
Особняк был занесен в государственный реестр памятников Донецкой области.
В особняке было шесть комнат на двух этажах, в которых жил юзовский купец с семьёй. Общая площадь — 313, 9 кв. м. Напротив находится дом Кроля.
В 1980-е годы планировалось включить дом и другие старинные дома этого района в мемориальную часть «Старая Юзовка», но из-за недостатка средств этот проект не был осуществлён.
Управляющая компания ООО «Домус» получила разрешение Государственной службы по вопросам национального культурного наследия при Министерстве культуры и туризма Украины на строительства культурно-общественного торгового центра на месте памятника. За пять лет до строительства торгового центра особняк был выкуплен и на землю под ним была оформлена долгосрочная аренда.
В проекте указывалось, что при строительстве будет проведена реабилитация памятника архитектуры и фасадная часть дома встроена в фасад торгового центра. В публикациях в СМИ заместитель директора по связям с общественностью коммунального предприятия «Управление генерального плана Донецка» Ольга Сахно утверждала, что это не снос, а реконструкция. Один из руководителей ООО «Домус», утверждал, что дом использовался как притон для бомжей и наркоманов при том, что у здания были исправны и заперты окна и двери.
При работах здание было разрушено.
На сегодняшний день фасад здания воссоздан как часть фасада торгового центра. Фасад поднят выше уровня земли и смещен относительно исторического места ближе к улице Артема.